# Martin McCarrick
Martin McCarrick (ur. 29 lipca 1962 w Irlandii Północnej) – irlandzki muzyk, kompozytor i instrumentalista, gitarzysta. Jest wszechstronnym muzykiem i nagrywał także na odmiennych instrumentach jak na przykład wiolonczela. Znany z występów w grupie muzycznej Therapy? do której dołączył w 1996 roku, McCarrick opuścił grupę w 2004 roku. Ponadto współpracował z takimi wykonawcami jak This Mortal Coil, Kristin Hersh, Throwing Muses, Gary Numan, Heidi Berry czy Siouxsie & the Banshees.